# Thrixspermum scopa
Thrixspermum scopa là một loài thực vật có hoa trong họ Lan. Loài này được (Rchb.f. ex Hook.f.) Holttum miêu tả khoa học đầu tiên năm 1947.